# Corrado Pizziolo
Corrado Pizziolo (* 23. prosince 1949 Zero Branco) je italský římskokatolický duchovní a emeritní biskup Vittorio Veneto.

## Život
Narodil se 23. prosince 1949 v Zero Branco.
Vstoupil do kněžského semináře v Trevisu. Po teologickém studiu byl 20. září 1975 biskupem Antoniem Mistrorigiem vysvěcen na kněze a inkardinován do diecéze Treviso. Stal se farním vikářem v San Martino di Lupari a roku 1981 asistentem kněžského semináře. Na Papežské teologické fakultě Severní Itálie obdržel licenciát z dogmatické teologie. Dogmatickou teologii přednášel na Teologickém institutu Treviso-Vittorio Veneto.
Roku 1998 byl ustanoven biskupským vikářem diecézního synodu následující rok biskupským delegátem pro formaci kléru. Roku 2001 se stal kanovníkem katedrály. V letech 2002–2007 zastával úřad generálního vikáře a moderátora kurie. Dne 19. listopadu 2007 jej papež Benedikt XVI. jmenoval biskupem Vittorio Veneto. Biskupské svěcení přijal 26. ledna 2008 z rukou biskupa Andrea Bruna Mazzocata a spolusvětiteli byli biskup Paolo Magnani a biskup Alfredo Magarotto.
Dne 30. prosince 2024 přijal papež František jeho rezignaci z důvodu dosažení kanonického věku. Pokračuje v pastorační činnosti jako řadový duchovní v brazilské diecézi Livramento de Nossa Senhora.